# Joy (zespół muzyczny)
Joy – austriackie trio męskie, tworzące muzykę pop/italo disco, popularne w latach 80. XX wieku, powstałe w 1984 roku w Bad Aussee. Zasłynęło wydanym w 1985 roku singlem „Touch by Touch”, który osiągnął szczyty list przebojów.

## Historia
Zespół Joy powstał w Bad Aussee, austriackiej miejscowości liczącej 5000 mieszkańców. Andy Schweitzer (ur. 26 lutego 1960), Alfred Jaklitsch (ur. 22 stycznia 1960) i Manfred Temmel (ur. 25 lutego 1959) byli szkolnymi przyjaciółmi i już jako nastolatkowie, grywali wspólnie w różnych amatorskich zespołach, lecz po skończeniu szkół wybrali różne kariery. Andy został policjantem, Freddy zaczął uczyć języka niemieckiego oraz historii w szkole, a Manfred stał się popularnym DJ-em w klubie “Orion” w niemieckim mieście Traunreut.
Trójka przyjaciół spotkała się ponownie w 1984 i zdecydowali się skupić wspólne wysiłki na karierze muzycznej. Kilka miesięcy później, 8 października 1984, zdobyli kontrakt na nagrania w austriackiej wytwórni OK-Musica. Właściciele wytwórni spotkali się z Michaelem Scheicklem (ur. 23 marca 1957; reprezentował Austrię w Konkursie Piosenki Eurowizji w 1982 jako lider duetu Mess, z piosenką „Sonntag”).
Pierwszy singiel Joy, „Lost In Hong Kong” (skomponowany przez Michaela Scheickla – używającego pseudonimu M. Mell), był wydany w lutym 1985. Nie stał się wielkim przebojem, ale o nowym zespole wspomniano w prasie. Następny singiel „Touch By Touch” we wrześniu 1985 i skomponowany przez Schweitzera i Jaklitscha, natychmiast osiągnął szczyty Europejskiej Top 20 Dance Charts i przyniósł grupie popularność stając się jego wizytówką. W Austrii „Touch by touch” zajmowało pozycję nr 1 przez 5 tygodni i, tak jak w Portugalii i Hiszpanii, singiel osiągnął status „złotej płyty” z ponad 50 000 sprzedanymi kopiami w każdym z tych krajów.
Trzeci singiel, „Hello”, także skomponowany przez Michaela Scheickla, ponownie stał się hitem. Pierwszy album, zatytułowany tak jak singiel Hello, okupował pierwsze pozycje przez pięć tygodni na kilku listach. To przyniosło zespołowi międzynarodową sławę, z albumami sprzedanymi w ponad 30 krajach. Nawet piosenka, która nie została wydana na singlu, „Valerie”, stała się hitem we Wschodniej Europie: w ZSRR dzięki wydaniu jako pocztówka dźwiękowa do magazynu „Krugozor”, a na Węgrzech doczekała się coveru w wykonaniu lokalnej grupy Inflagranty (jako „Te meg en”).
Dzięki swojej pozytywnej melodyce i apolitycznym tekstom Joy stał się jednym z nielicznych zespołów występujących za „żelazną kurtyną” – w 1986 i 1987 występowali w NRD, w programie telewizyjnym „Ein Kessel buntes”.
W lecie 1986 Joy powrócił do studia w celu zarejestrowania swojego drugiego albumu Joy And Tears. Jego wydaniu towarzyszył singiel – „Japanese Girls”. Dzięki tej piosence Joy zyskał niesamowitą popularność w Azji. W Korei Południowej Joy został wybrany najbardziej popularnym międzynarodowym wykonawcą roku 1986 – zostawiając w tyle Madonnę oraz Michaela Jacksona.
Podczas azjatyckiego tournée Joy, które odbywało się na przełomie stycznia i lutego 1987 w Bangkoku, Hongkongu, Singapurze, na Tajwanie oraz w Seulu, oglądało ich ponad 60 000 widzów. W Seulu wystąpili przed 20 000 osób na stadionie Jamsil Olympic, wykonując specjalnie przygotowaną wersję ich przeboju „Japanese Girls” – który otrzymał na tę okazję tytuł „Korean Girls”.
Tuż po powrocie z Azji Joy zagrał kilka koncertów w USA, m.in. w San Jose i Los Angeles w Kalifornii, głównie dla publiczności chińsko- i wietnamskojęzycznej. Jakkolwiek występy odbywały się w sławnym Shrine Auditorium nie trzeba chyba dodawać, że z tej okazji „Japanese girls” zamieniono na „Chinese girls”. Zdjęcie zrobione w San Jose wykorzystano później na okładce singla „Destination Heartbeat”.
Latem 1987 Joy miało występy w różnych krajach Europy – włącznie z Niemcami, Portugalią i Włochami. W międzyczasie wydali singiel „Destination heartbeat”, który został wykorzystany do ścieżki dźwiękowej detektywistycznego filmu Flucht in der Tod.
Następnie w 1987 OK-Musica wydało kompilację – „Best of Joy”. By zaznaczyć pojawienie się ery cyfrowej, składanka została wydana na nowym nośniku – płycie CD.
W 1988 rozeszły się drogi klawiszowca i współtwórcy, Andy’ego Schweitzera, z resztą zespołu – Alfredem Jaklitschem i Manfredem Temmelem. Mając zgodę na używanie oryginalnej nazwy zespołu, Schweitzer zaprosił wokalistę Anzo (Hans Morawitz) – i nagrał album zatytułowany „Joy”, wydany później przez Polydor Records w 1989. Niestety ani album ani single („Kissin’ like friends”, „She’s dancing alone”, „Born to sing a love song”) nie dostały się na listy przebojów.
Kolejny album z melodyjnymi piosenkami Best of Joy został wydany w 1992 roku.
W 1994 dwóch członków oryginalnego składu, Alfred Jaklitsch i Manfred Temmel, podpisali kontrakt na nagranie z BMG i wydali nowy singiel – „Hello, Mrs. Johnson”. Niedługo później zaprosili nowego klawiszowca, Johannesa Groebla (ur. 30 stycznia 1960), i w 1995 wydali jeszcze jedną płytę – „Felicidad”.
W roku 1996 został nagrany i przygotowany do wydania przez BMG album Full of Joy. Zawierał 12 kompozycji – materiały promocyjne zostały wydrukowane, lecz ostatecznie BMG podjęło decyzję o nie wydawaniu tej płyty.
W 1997 Freddy Jaklitsch i Manfred Temmel stworzyli zespół Seer, który później stał się jednym z najbardziej udanych projektów w historii austriackiej sceny muzyki narodowej. Jednakże w 2008 Manfred Temmel opuścił Seer.
W czerwcu 1997 Joy wystąpiło w Gorky Park w Moskwie, na festiwalu Disco stars.
29 listopada 2002 Joy wzięło udział w pierwszym festiwalu Disco 80, zorganizowanym przez jedną z najbardziej popularnych rosyjskich stacji radiowych – AutoRadio.
W 2010 wszyscy trzej członkowie oryginalnego składu zdecydowali, by z okazji 25-lecia ich pierwszego sukcesu wystąpić ponownie razem. W październiku 2010 Joy wystąpił na festiwalu Legends of Retro FM w Moskwie; w listopadzie 2010 maxi-CD z 4 nowymi wersjami głównego hitu Joy, „Touch by touch”, ujrzał światło dzienne.
1 lipca 2011, Joy wydał album Enjoy, który zawierał 10 całkiem nowych nagrań, a także nowe wersje takich hitów jak „Touch by touch” i „Valerie”. Wszystkie chórki ponownie śpiewał Michael Scheickl. Album został wydany w Austrii pod tytułem „Major Babies” i osiągnął 21 pozycję austriackiej listy przebojów. We wrześniu 2011 album został wydany w Rosji przez „CD-Land”, oraz na Węgrzech – dystrybuowany przez Hargent Media.
15 lipca 2011 Joy wystąpił w Estonii, na Viljandi Retro Fest – wydarzeniu na którym było ponad 7 tysięcy widzów z Estonii i Litwy.
W listopadzie 2011 Joy wystąpił ponownie w Moskwie – na festiwalu Disco 80 na Stadionie Olimpijskim. Współpraca z AutoRadio miała ciąg dalszy: w sierpniu 2012 Joy wystąpił na wydarzeniu AutoRadio w Naberezhnye Chelny (Tatarstan), a w kwietniu 2013 – w Ulan-Ude (Buriacja).
Od maja 2012, z powodu zaangażowania Alfreda Jaklitscha w jego inny projekt, odnoszący sukcesy zespół folkowy Seer, coraz częściej jest zastępowany przez Michaela Scheickla podczas występów na żywo.
W lipcu 2014 zespół Joy wystąpił po raz pierwszy w Polsce. Miało to miejsce na Summer Disco Festival [http://www.summerdisco.pl/] w Kochcicach koło Lublińca. Występ grupy był filmowany i nadawany przez lokalną telewizję Beskid TV.
8 października 2014 podczas rejsu „Retro FM cruise”, Joy obchodziło swoje trzydziestolecie profesjonalnej kariery. W grudniu 2014 Joy wystąpili na dziesiątej edycji festiwalu Legends of Retro FM w Moskwie i Sankt Petersburgu.
W nocy z 8 na 9 czerwca 2019 roku w wieku 60 lat zmarł Manfred Temmel.

### Członkowie
- Alfred Jaklitsch (ur. 22 stycznia 1960)
- Andy Schweitzer (ur. 24 lutego 1960)

### Byli członkowie
- Manfred Temmel (ur. 25 lutego 1959, zm. 8/9 czerwca 2019)

### Współpracownicy
- Michael Scheickl (ur. 23 marca 1957)
- Leo Bei (ur. 9 stycznia 1958)

## Dyskografia

### Albumy
- 1986 – Hello

1. „Hello”
2. „Touch By Touch”
3. „Cheek To Cheek”
4. „Fire In The Night”
5. „Valerie”
6. „Night Of The Nights”
7. „Lost In Hong Kong”
8. „Darling”

- 1986 – Joy & Tears
  - „Touch Me My Dear”
  - „Gimme All Of You”
  - „Kisses Are The Doctor’s Order”
  - „Japanese Girls” (Album Mix)
  - „Black Is Black”
  - „Magic Eyes”
  - „I’m In Love” (Album Mix)
  - „Countdown Of Love”
  - „Joy And Tears”

- 1986 – Best

1. „Touch By Touch”
2. „Kisses Are The Doctors Order”
3. „Chinese Girls”
4. „Valerie”
5. „Hello”
6. Gimme Gimme All Of You
7. „Magic Eyes”
8. „Black Is Black”
9. „Touch Me My Dear”
10. „I’m In Love”
11. „Night Of The Nights”
12. „Japanese Girls”

- 1991 – Best Of Joy
- 1992 – The Christmas Mixes
  1. „The Christmas Mix”
  2. „Go Tell It On The Mountain”
  3. „White German Christmas”
  4. „Sing Out, Shout With Joy”
  5. „Holy Child Medley”
  6. „Come On, Sweet Children”
  7. „Merry X-Mas-Mix”
  8. „Holy Night”
  9. „Feliz Navidad”
  10. „Ave Maria”
  11. „The Christmas Mix”
- 1996 – Full Of Joy
- 2011 – Enjoy

1. „Touch by Touch 2011”
2. „Love Is All Around”
3. „Valerie 2011”
4. „Far Away”
5. „Sunshine Boogie”
6. „10,000 Angels”
7. „Obsession”
8. „Shine”
9. „Back to the 80s”
10. „Heaven Must Be Missing An Angel Tonight”
11. „Dorie’s Day”
12. „Yesterday’s Heroes”

### Single
- 1985 – „Lost In Hong-Kong”
- 1985 – „Touch By Touch” [#1 Austria, #18 Germany]
- 1986 – „Hello” [#26 Austria]
- 1986 – „Japanese Girls” [#14 Austria]
- 1987 – „Black Is Black”
- 1995 – „Hello, Mrs. Johnson”
- 1995 – „Felicidad”
- 2010 – „Touch by touch 2010”
- 2011 – „Love is all around (promo)”
- 2020 – „Mas, Mas, Mas”